# Francisco García Pavón
Œuvres principales
- Série policière Pline

Francisco García Pavón, né le 24 septembre 1919 à Tomelloso, dans la Province de Ciudad Real, et mort le 18 mars 1989 à Madrid, est un romancier espagnol, auteur de roman policier ayant pour héros le policier Pline de la police locale de Tomelloso.

## Biographie
En 1945, il publie Cerca de Oviedo, un premier roman qui se veut une satire de la vie dans une petite ville de province, alors qu'il fait partie de la milice de l'Université d'Oviedo. Licencié en philosophie et en Lettres, il obtient en 1952 un doctorat en philosophie de l'Université complutense de Madrid à la suite de sa thèse sur Leopoldo Alas Clarín.
Nommé professeur à l'École d'art dramatique de Madrid, il publie ensuite des nouvelles dans un style qui rappelle Miguel de Cervantes par le soin apporté à décrire les racines folkloriques de l'Espagne rurale. Son modèle d'alors, auquel il voue une grande admiration, est l'écrivain Ignacio Aldecoa. Il fait également paraître des essais et écrit régulièrement des critiques de théâtre.
En 1953, sous la dictature de Franco, il crée le policier Pline de la police de Tomelloso dans une nouvelle intitulée El Quaque. Il ne reprend ce personnage, avec grand succès, que dans les années 1960 et 1970 dans une série policière très populaire en Espagne, notamment grâce à la diffusion d'une série télévisée.
Pline vit à Tomelloso, un bourg viticole de la Manche. C'est  « dans ce décor qu'officie Manuel González, surnommé Plinio (devenu Pline en français), le chef de la Garde municipale. Il a pour fidèle adjoint Don Lothario, un vétérinaire au chômage, » qui est aussi le narrateur des récits. Le meilleur titre de la série demeure le roman Pline et les Petites Rouquines (Las Hermanas Coloradas, 1969), qui remporte le Prix Nadal. L'intrigue évoque avec finesse la dissimulation de la persécution politique après la guerre d'Espagne.
En 1967, Francisco García Pavón aborde la fantasy et la science-fiction dans le recueil de nouvelles La guerra de los dos mil años.
Un pavillon de la Faculté des arts de Ciudad Real (Université de Castille-La Manche) est nommé Francisco García Pavón en son honneur.

## Œuvre

### Romans

#### SériePline
- El reinado de Witiza (1968)
- El rapto de las Sabinas (1968)
- Las Hermanas Coloradas (1969) Publié en français sous le titre Pline et les Petites Rouquines, traduit par Albert Bensoussan, Paris, Calmann-Lévy, 1971 (BNF 35424303)
- Una semana de lluvia (1971)
- Vendimiario de Plinio (1972)
- Voces en Ruidera (1973)
- Otra vez domingo (1978)
- El hospital de los dormidos (1981)

#### Autre roman
- Cerca de Oviedo (1945)

### Recueil de nouvelles, nouvelles et courts romans

#### Série policièrePline
- El Quaque (1953), nouvelle
- Los carros vacíos (1965), court roman
- Los jamones (1965), nouvelle
- Historias de Plinio (1968), deux courts romans
- Nuevas historias de Plinio (1970), recueil regroupant un court roman et sept nouvelles, dont les deux déjà publiées ci-dessus
- El último sábado (1974), recueils de dix nouvelles inédites
- El caso mudo y otras historias de Plinio (1980), recueil regroupant un court roman et huit nouvelles
- Cuentos de amor... vagamente (1985), recueil de deux nouvelles inédites

#### Autre recueils de nouvelles
- Cuentos de mamá (1952)
- Las campanas de Tirteafuera (1955)
- Cuentos republicanos (1961)
- Los liberales (1965)
- España en sus humoristas (1966)
- La guerra de los dos mil años (1967)
- Cuentos sueltos (1974)
- La cueva de Montesinos y otros relatos (1974), anthologie des meilleures nouvelles
- Confidencias 1916 (1976)
- Los nacionales (1977)
- El tren que no conduce nadie (1979)
- Cuentos (1981)

### Essais et articles
- Tres ensayos y una carta (1951)
- La Mancha que vio Cervantes (1954-55)
- Historia de Tomelloso: [1930-1936] (1955)
- Antología de cuentistas españoles contemporáneos (1939-1966) (1959)
- Teatro social en España (1962)
- Textos y escenarios (1971)
- Nuevos artículos de costumbres (1972)
- Ya no es ayer (1976)
- El jardín de las boinas (1980)
- Mis páginas preferidas (1983)

## Filmographie

### À la télévision
- 1967 : La Barraca, documentaire de José Antonio Páramo
- 1971 - 1972 : Plinio, série télévisée espagnole, librement inspiré du personnage de Plinio.

## Sources
- Claude Mesplède, Dictionnaire des littératures policières, vol. 1 : A - I, Nantes, Joseph K, coll. « Temps noir », 2007, 1054 p. (ISBN 978-2-910-68644-4, OCLC 315873251), p. 814-815.